# Estação Rome
Rome é uma estação da linha 2 do Metrô de Paris, localizada no limite do 8.º e do 17.º arrondissements de Paris.

## Localização
A estação está situada sob o terrapleno central do boulevard de Batignolles, ao nível da rue de Rome e do cruzamento dos trilhos da Gare de Paris-Saint-Lazare.

## História
Esta estação leva o nome da capital da Itália. Estabelece-se no quartier de l'Europe cujas ruas levam todas nomes de cidades europeias. As estações Europe (linha 3) e Liège (linha 13) também se situam neste bairro.

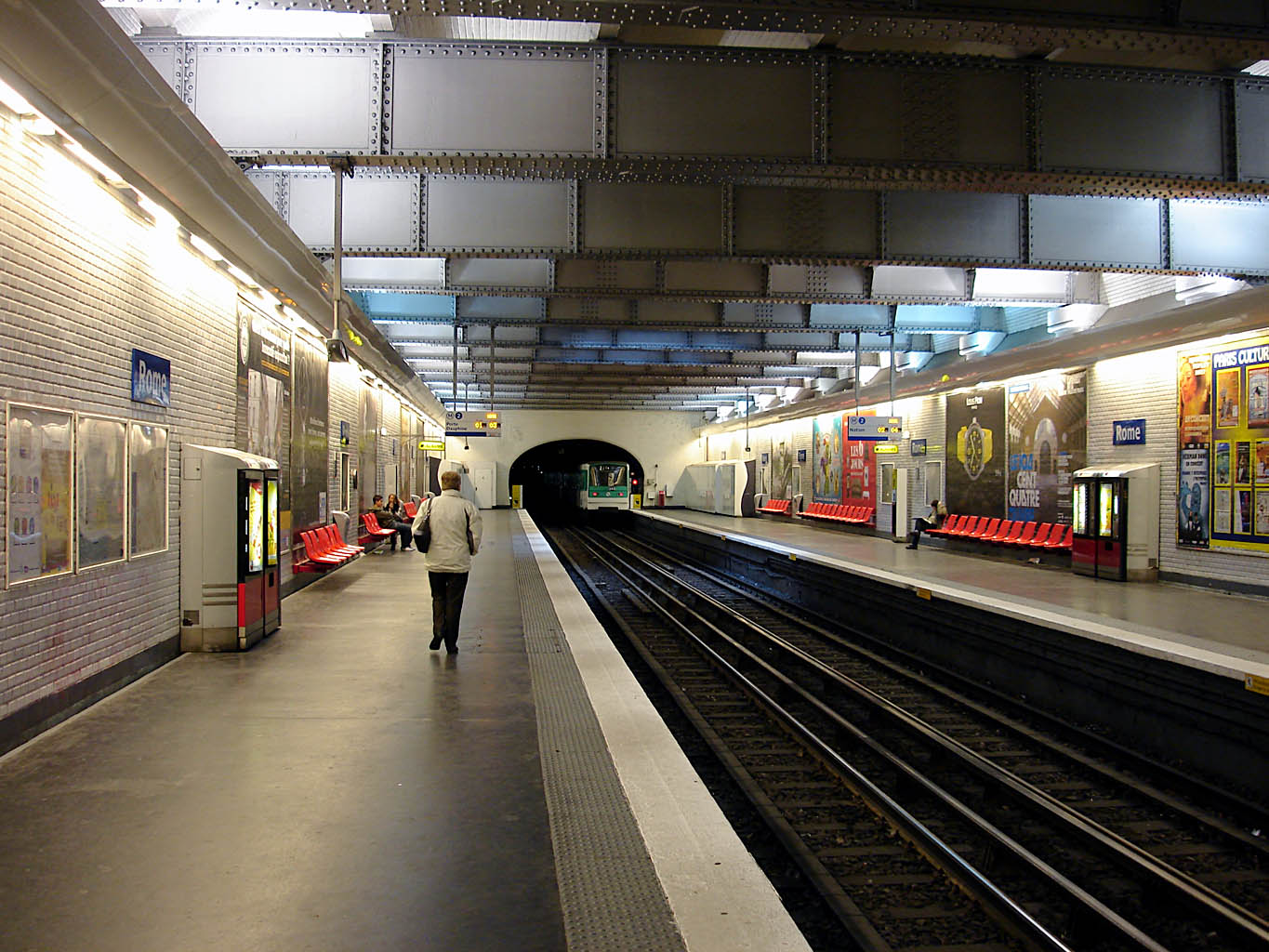
As plataformas da estação com o poço de iluminação ao centro

Com Iéna, Cité e a estação fantasma Haxo, Rome é uma das quatro estações da rede cujo nome tem apenas quatro letras.
Em 2011, 2 747 395 passageiros entraram nesta estação. Ela viu entrar 2 818 857 passageiros em 2013, o que a coloca na 193ª posição das estações de metrô por sua frequência em 302.

## Serviços aos passageiros

### Acesso
A estação possui apenas um acesso no terrapleno do boulevard des Batignolles, de frente ao nº 60.

### Plataformas
Rome é uma estação de configuração padrão: ela possui duas plataformas laterais separadas pelas vias do metrô. Estabelecida ao nível do solo, diretamente sob a via, a passagem da linha 2 acima das vias férreas da Gare Saint-Lazare (a oeste da estação) não tendo permitido de cavar em profundidade, o teto é constituído de um tabuleiro metálico, cujas vigas, de cor prateada, são suportadas por pés-direitos verticais. Este tabuleiro metálico é perfurado por um poço de iluminação que permite trazer diretamente a luz do dia para a estação. As telhas em cerâmica brancas biseladas recobrem os pés-direitos e os tímpanos. Os quadros publicitários são metálicos e o nome da estação é na fonte Parisine em placa esmaltada. Os assentos são do estilo "Motte" de cor vermelha.

### Intermodalidade
A estação é servida pelas linhas 30, 53 e 66 da rede de ônibus RATP.

## Projetos
Como parte da extensão norte da linha 14 para dessaturar a linha 13, foi considerado um tempo que esta estação ofereceria uma correspondência. No entanto, o esquema de princípio evoca complexidades geológicas com riscos de assentamentos do solo impactando o urbanismo existente para concluir que "a viabilidade técnica da estação Rome não está comprovada". O Stif recomendou focar na alternativa que consiste na construção de uma correspondência com a estação Pont Cardinet que oferece possibilidades de correspondências diretas com o setor de La Défense e também poderia oferecer uma alternativa interessante para os passageiros da estação Brochant contribuindo para aliviar a linha 13.

## Pontos turísticos
- Prefeitura do 17.º arrondissement
- Institut universitaire de formation des maîtres (IUFM)
- Lycée Chaptal
- Théâtre Hébertot
- Grande Oriente de França